# Фредрік Гассельквіст
Фредрік Гассельквіст (швед. Fredrik Hasselquist, 3 січня 1722 — 9 лютого 1752) — шведський ботанік та лікар, один з «апостолів Ліннея».

## Життєпис
Фредрік Гассельквіст народився 3 січня 1722 року в Терневаллі (нині лен Естерйотланд).
З 1741 року він навчався в Упсальському університеті. Його вчителем був видатний шведський учений Карл Лінней. У червні 1747 року Фредрік Гассельквіст захищав дисертацію по темі «Vires plantarum».
З 1749 до 1752 року він брав участь у наукових експедиціях. Фредрік Гассельквіст був у Єгипті, Сирії, Палестині та на Кіпрі. Взявши в борг велику суму грошей, він зібрав великі колекції.
Фредрік Гассельквіст помер у місті Ізмір 9 лютого 1752 року. Його колекції були арештовані за борги і пізніше з великими складнощами викуплені королевою Швеції Ловісою Ульрікою.

## Наукова діяльність
Фредрік Гассельквіст спеціалізувався на мохоподібних та на насіннєвих рослинах.

## Наукові праці
- Iter Palestinum eller resa til Heliga Landet: förrättad ifrån år 1749 til 1752 (Стокгольм, 1757).

## Почесті
Карл Лінней на честь Фредріка Гассельквіста назвав рід квіткових рослин Hasselquistia L. (1755) родини Зонтичні. В даний час ця назва розглядається як синонім роду Tordylium L..
- Гекон віялопалий Гассельквіста